# Tratturo L'Aquila-Foggia

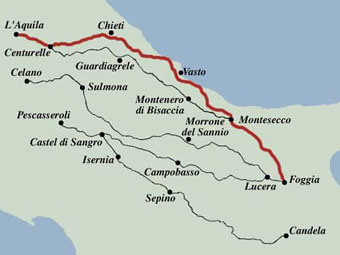
Mappa dei principali tratturi con evidenziato il regio tratturo L'Aquila-Foggia.

Il regio tratturo L'Aquila-Foggia, chiamato anche tratturo del Re o tratturo Magno, con i suoi 244 km è il più lungo e il più importante tra i tratturi italiani.

## Storia

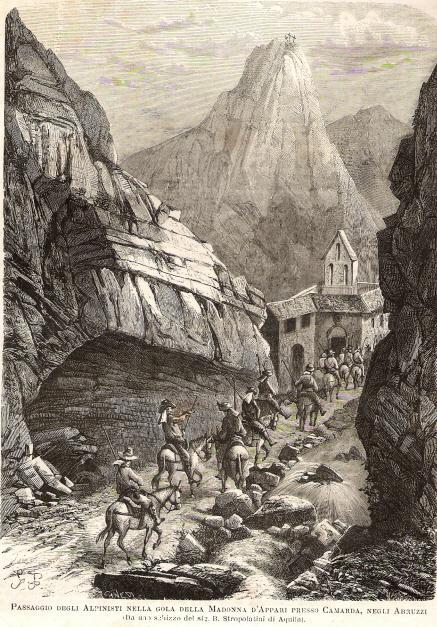
Il passaggio della transumanza nei pressi del santuario della Madonna d'Appari, in Abruzzo, nel 1875.

Il percorso dall'alto Aterno fino al Tavoliere delle Puglie è documentato essere utilizzato dai vestini cismontani sin dal VII secolo a.C., presumibilmente con partenza da Amiternum e passaggio attraverso i centri di Peltuinum e Aufinum. L'asse viario venne consolidato nel 47 d.C. con la creazione della via Claudia Nova che ricalcava il percorso iniziale del tratturo fino alla Chiesa di Santa Maria dei Cintorelli.
Alla caduta dell'impero romano, la strada continuò a essere percorsa con origine da Forcona o Aveia; infine, con la fondazione dell'Aquila nel XIII secolo, il tratturo trovò definitivamente la sua partenza in corrispondenza della basilica di Santa Maria di Collemaggio, che ancora oggi presenta un vasto sagrato in erba dedicato al raduno degli ovini in occasione della transumanza. La stessa città federiciana dovette gran parte del suo prestigio acquisito nel XIV e XV secolo alla pastorizia e la congregazione dell'Arte aquilana della Lana finanziò gran parte dei monumenti cittadini, compreso il mausoleo di Celestino V situato proprio a Collemaggio.
Grande rilievo svolgevano in quest'epoca anche i numerosi castelli e torri di avvistamento disseminate lungo il percorso, in special modo nell'area aquilana; queste fortificazioni erano sorte in epoca longobarda o normanna con funzione difensiva ma vennero successivamente adibite a punti di sorveglianza dei percorsi delle greggi. Tra di essi, le fortificazioni più note sono Rocca Calascio, al margine di Campo Imperatore, e la torre di Forca di Penne in corrispondenza dell'omonimo valico; entrambi erano controllati dalla baronia di Carapelle.
Lo sviluppo del tratturo si verificò soprattutto nella seconda metà del XV secolo grazie agli Aragonesi. In particolare re Alfonso V d'Aragona, nel 1447, regolamentò i percorsi della transumanza, individuando le cinque tratte principali che presero poi il nome di «regi tratturi» o «tratturi alfonsini». Contemporaneamente, fu istituita la regia dogana della mena delle pecore di Puglia (con sede dapprima a Lucera, ben presto trasferita a Foggia) per la riscossione dei pedaggi. Nel secolo seguente fu istituita inoltre, per distaccamento dalla regia dogana, la Doganella d'Abruzzo per la regolamentazione della «piccola transumanza», ossia quella limitata ai confini abruzzesi. Le dogane vennero poi abolite nel 1806 contemporaneamente alla riforma relativa all'eversione della feudalità.
Nel XIX secolo il punto di ritrovo del foro boario si individuò presso il piazzale del Forte spagnolo, all'epoca privo dell'attuale parco.
A partire dagli anni Sessanta il fenomeno della transumanza andò progressivamente scemando, e con esso il percorso del tratturo Magno. Negli ultimi decenni si è valutato di convertire il tratturo in un percorso ciclopedonale con funzione storico-culturale.

## Geografia

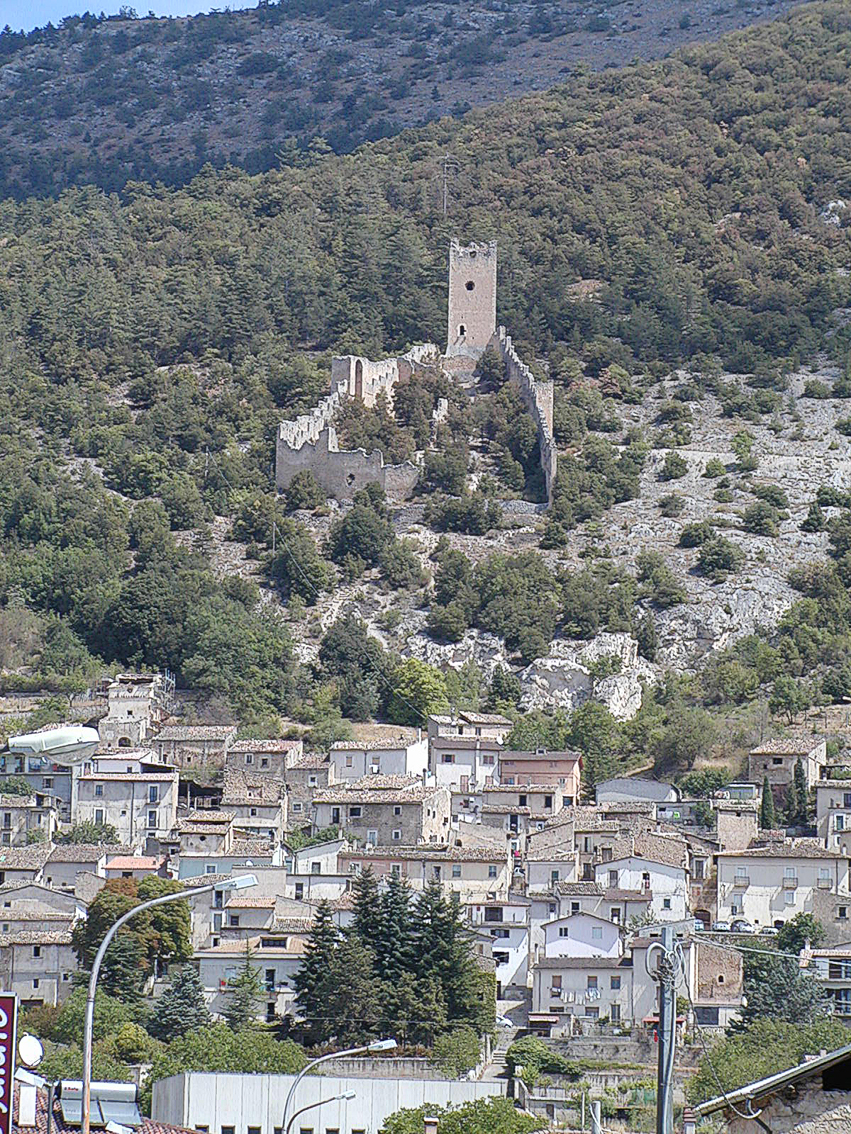
Borgo di San Pio delle Camere, lungo il percorso

Il tratturo magno ha origine dalla basilica di Santa Maria di Collemaggio all'Aquila; la tradizionale partenza della transumanza dal sagrato della basilica, storicamente accertata sin dalla fine del XIII secolo, fu poi codificata dai regolamenti alfonsini del XV secolo. 
Dal capoluogo abruzzese, l'itinerario storico segue poi il corso dell'Aterno attraversando le frazioni di fondovalle di Sant'Elia, Bazzano, Onna e San Gregorio; una variante al percorso, passante per la chiesa di Santa Maria del Soccorso, attraversa invece i centri di Tempera e Paganica per ricongiungersi poi al tragitto principale. Superato Poggio Picenze il percorso si discosta dall'Aterno per risalire verso Prata d'Ansidonia, costeggiando i resti dell'antica città di Peltuinum, giungendo quindi sull'altopiano di Navelli.
Si attraversa la piana sino alla chiesa di Santa Maria dei Cintorelli presso Caporciano. Da questo punto si distacca un secondo tratturo regio, il tratturo Centurelle-Montesecco che si sviluppa quasi parallelamente al tratturo L'Aquila-Foggia. La prima parte del percorso fino a Cintorelli ricalca la strada d'età romana denominata via Claudia Nova e sostituita, in età contemporanea, dalla strada statale 17 dell'Appennino Abruzzese ed Appulo-Sannitico.
Da Cintorelli, il tratturo entra quindi nei territori dell'antica baronia di Carapelle, risalendo le propaggini sud-orientali del Gran Sasso d'Italia ed entrando nella valle del Tirino nei pressi della città vestina di Aufinum, tra Ofena e Capestrano. Dopo aver costeggiato il lago di Capodacqua, si attraversa il valico di Forca di Penne e, passati i borghi di Brittoli e Corvara si entra in val Pescara.
Quindi si dirige verso Lanciano per raggiungere la costa adriatica in prossimità della foce del fiume Osento.
Si interna di nuovo nella pianura di Vasto per costeggiare di nuovo la costa alla foce del fiume Trigno entra nel Molise. 
Da qui iniziava a raccogliere le greggi del Molise, attraversava il fiume Fortore nei pressi di Civitate, costeggiava la ferrovia Foggia-San Severo per poi raggiungere Foggia, città sede della Dogana delle pecore, con lo stesso punto di arrivo del Tratturo Celano-Foggia presso la Chiesa delle Croci ed il monumento dell'Epitaffio.
Lungo il percorso ancora oggi si osservano numerose chiese campestri o chiese tratturali per il riparo e il conforto dei pastori; ad esempio la chiesa di San Paolo di Peltuinum e la chiesa di Santa Maria dei Cintorelli, da dove si separa il Tratturo Centurelle-Montesecco.

### Percorso

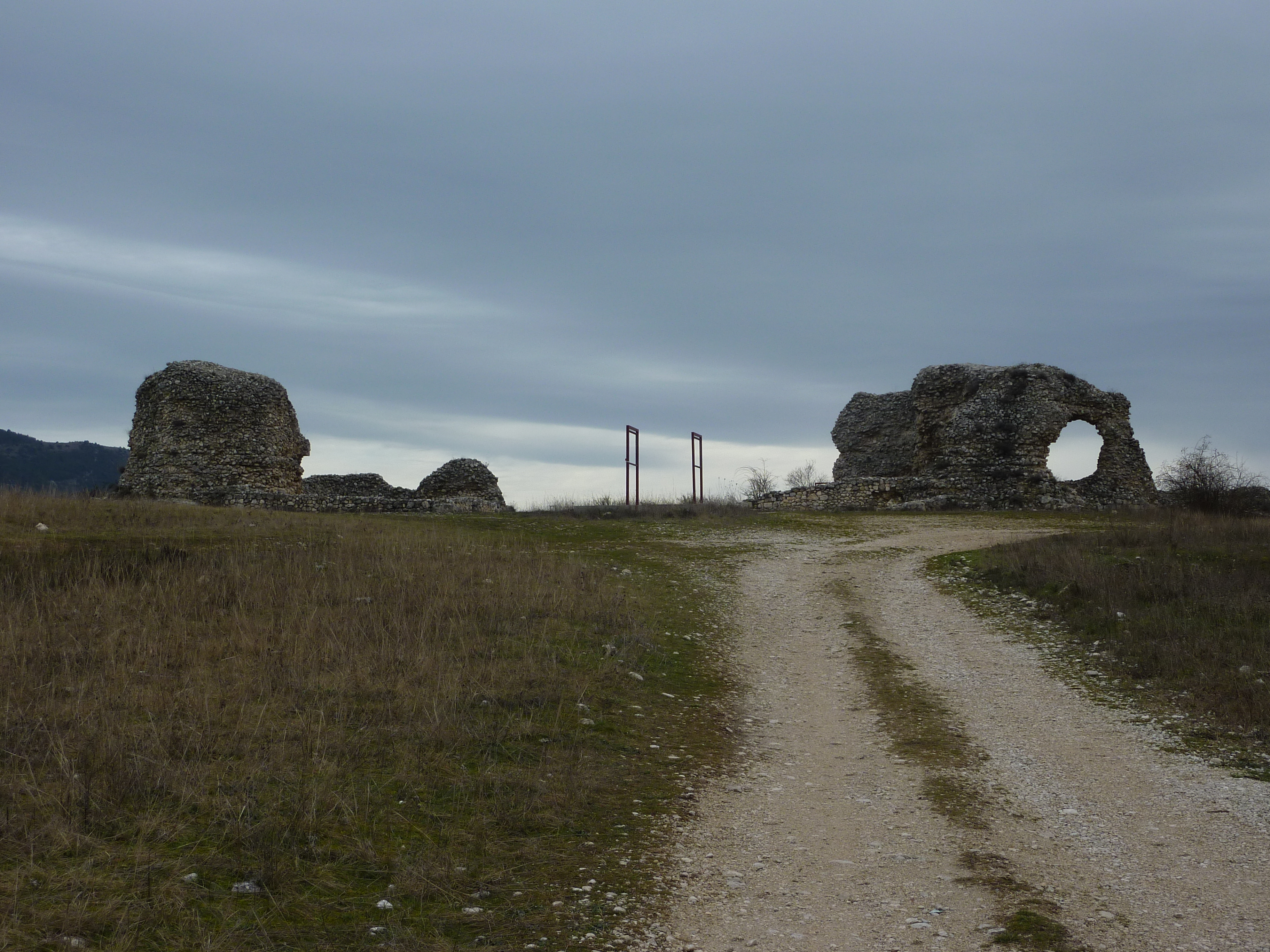
Peltuinum

I comuni attraversati dal tratturo sono:
- Abruzzo
  - Provincia dell'Aquila
    - L'Aquila, Barisciano, Poggio Picenze, San Demetrio ne' Vestini, Prata d'Ansidonia, San Pio delle Camere, Caporciano, Navelli, Capestrano

  - Provincia di Pescara
    - Corvara, Pietranico, Cugnoli, Alanno, Nocciano, Rosciano, Cepagatti

  - Provincia di Chieti
    - Chieti, Bucchianico, Villamagna, Vacri, Ari, Giuliano Teatino, Canosa Sannita, Arielli, Poggiofiorito, Frisa dove si innestava il tratturo che raggiungeva rocca Roseto attraversando i pascoli delle Doganelle d'Abruzzo, Lanciano, Castel Frentano, Mozzagrogna, Santa Maria Imbaro, Fossacesia, Paglieta, Torino di Sangro, Casalbordino, Vasto, San Salvo
- Molise
  - Provincia di Campobasso
    - Montenero di Bisaccia, Petacciato, Termoli, San Giacomo degli Schiavoni, Guglionesi, Portocannone, San Martino in Pensilis, Campomarino
- Puglia
  - Provincia di Foggia
    - Chieuti, Serracapriola, San Paolo di Civitate, Torremaggiore, San Severo, Foggia

Palazzo Dogana a Foggia

## Monumenti e luoghi d'interesse

### Abruzzo

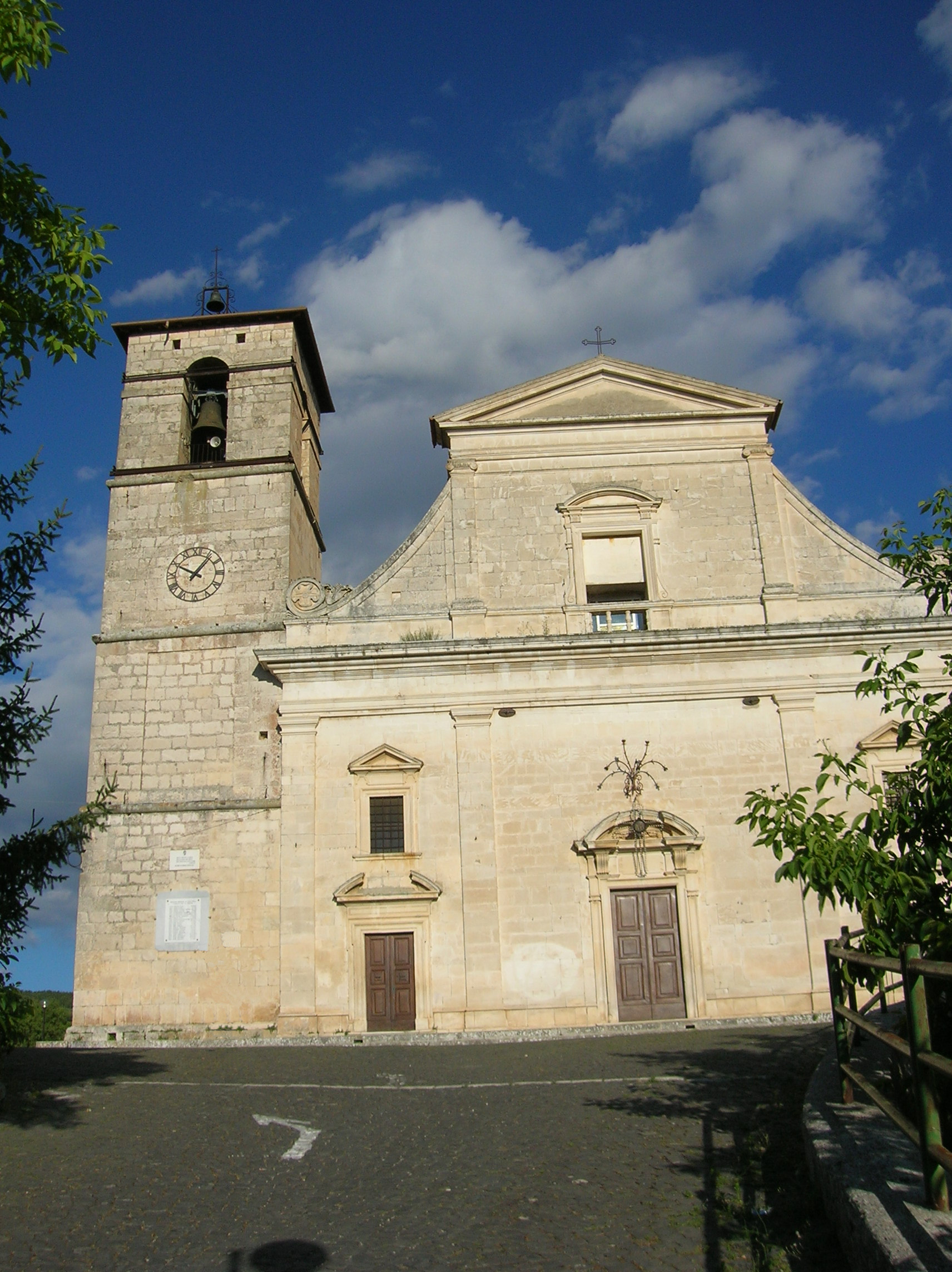
Chiesa di San Felice martire di Poggio Picenze

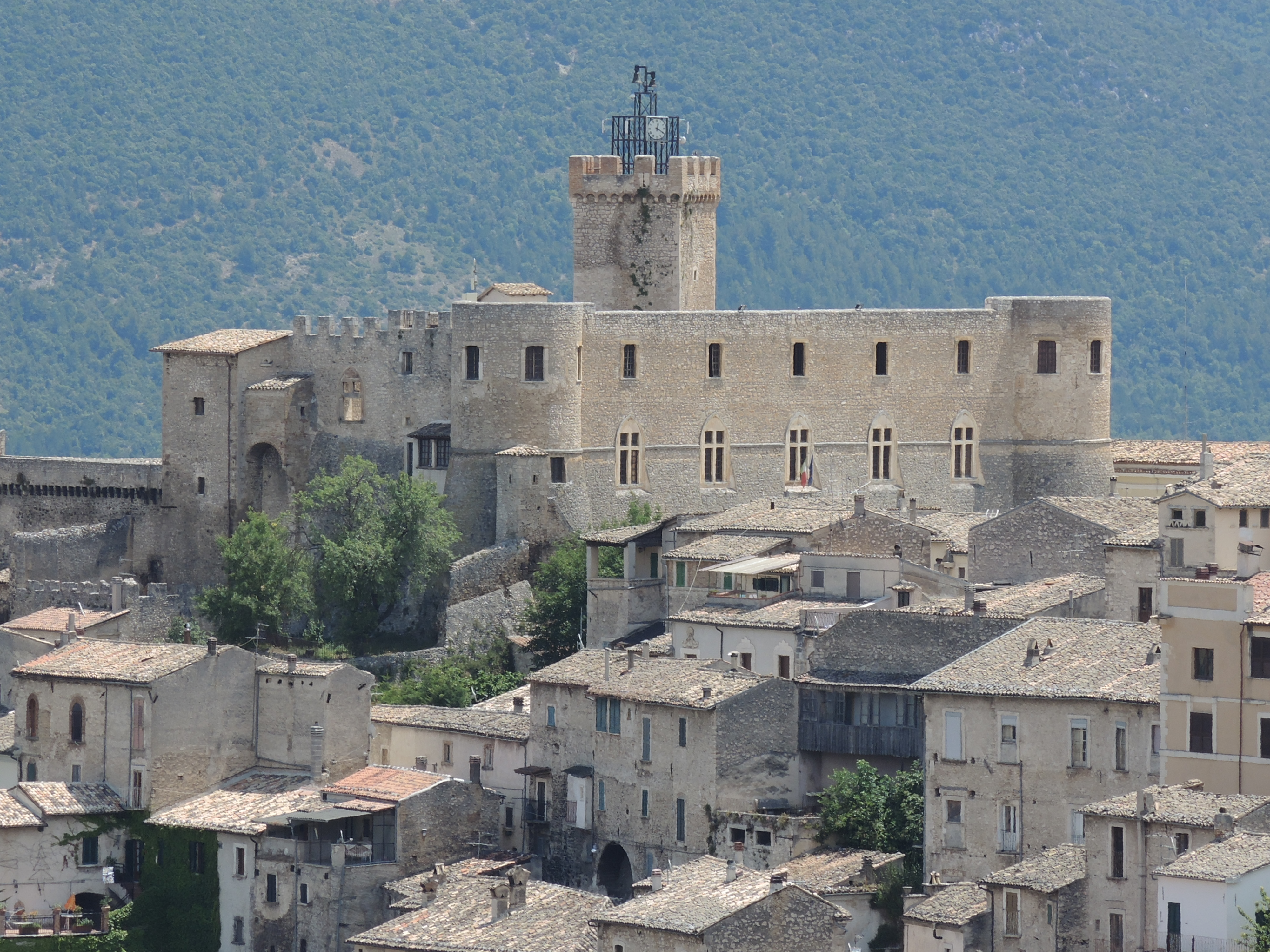
Il castello Piccolomini di Capestrano

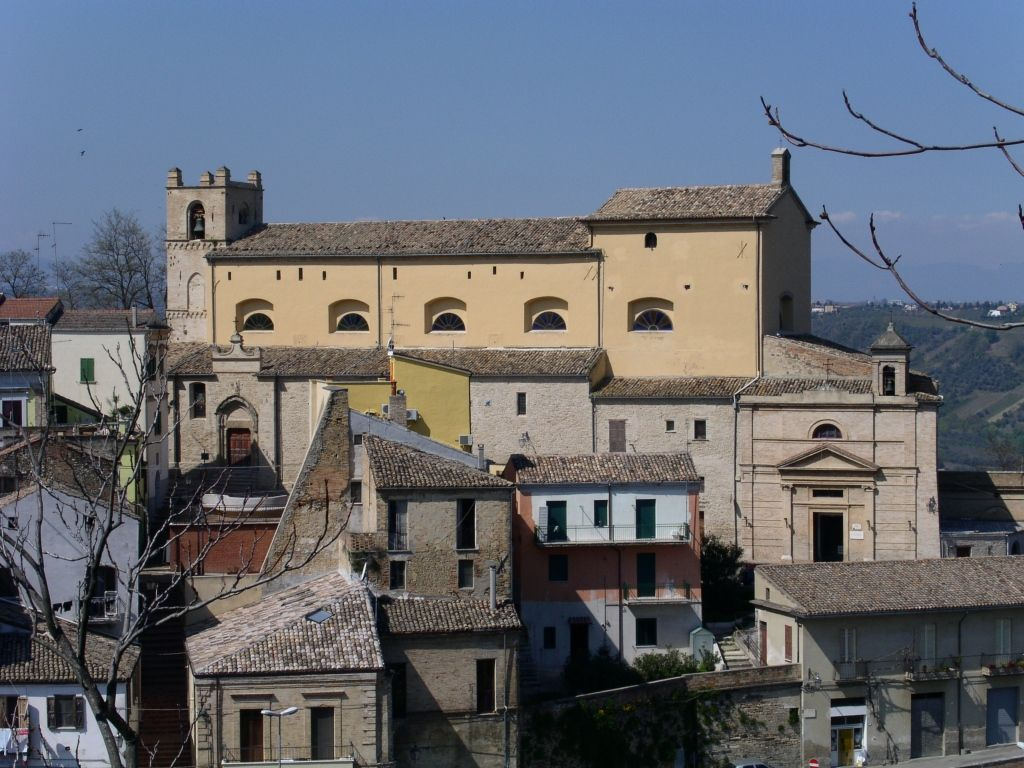
Chiesa di San Nicola a Lanciano

- All'Aquila, la Basilica di Santa Maria di Collemaggio, punto di partenza del tratturo
- Chiesa della Madonna del Soccorso (L'Aquila), al cimitero comunale
- Chiesa di Santa Giusta fuori le mura (Bazzano)
- Il ponte romano di Barisciano
- Le grotte di Stiffe (San Demetrio ne Vestini)
- Chiesa di San Felice (Poggio Picenze)
- Il sito archeologico di Peltuinum nei pressi di Prata d'Ansidonia, con la chiesa di San Paolo di Peltuinum
- Borgo fortificato di Castel Camponeschi (Prata d'Ansidonia)
- Il castello di San Pio delle Camere
- Caporciano, con la chiesa di San Benedetto
- Chiesa di Santa Maria dei Cintorelli (Caporciano)
- Borgo medievale di Navelli
- Le chiese tratturali di Navelli: Santa Maria in Cerulis, Santa Maria delle Grazie,  Madonna delle Grazie (Civitaretenga), Madonna del Campo
- Borgo medievale di Civitaretenga con torretta.
- La torre sul valico di Forca di Penne (Capestrano)
- Riserva naturale di Capo d'Acqua a Capestrano
- Il convento francescano di Ofena
- Paese vecchio di Corvara
- Oratorio di Santa Maria della Croce (Pietranico)
- Oratorio di Santa Maria delle Grazie (Alanno)
- Il castello baronale di Nocciano
- Il Palazzo De Felice di Rosciano
- La chiesa bizantina di Santa Maria Assunta (Villa Badessa)
- Il tempio di Santa Maria del Tricalle (Chieti)
- La chiesa cimiteriale di Santo Spirito (Bucchianico)
- Il Santuario di San Camillo de Lellis a Bucchianico
- La chiesa di Santa Maria Maggiore (Villamagna)
- La chiesa di San Biagio a Vacri
- Il palazzo baronale Nolli di Ari
- La chiesa dei Santi Filippo e Giacomo Canosa Sannita)
- La chiesa di San Michele (Arielli), preceduta dalla Fonte bovara di villa Carloni
- La chiesa di San Matteo in Poggiofiorito
- La chiesa della Madonna del Popolo (Frisa)
- La chiesa di Santa Liberata (Lanciano)
- La Chiesa medievale di San Nicola di Bari a Lanciano
- La Cattedrale della Madonna del Ponte di Lanciano
- La Fontana di Civitanova di Lanciano
- La chiesa di Santa Maria dei Mesi (Lanciano)
- Le Torri Montanare (Lanciano)
- Il viale Sallustio e il corso Roma di Castel Frentano bassa, con le chiese di San Rocco e Santa Maria della Selva, ed è attraversato anche dal convento francescano.
- Rovine del convento di Sant'Onofrio (Lanciano)
- Ex convento di Santo Spirito di Lanciano
- La chiesa di Santa Maria dell'Iconicella (Lanciano)
- Le chiese pastorali delle ville di Lanciano: Villa Andreoli, Villa Martelli, Villa Stanazzo e Villa Romagnoli.
- La chiesa di Santa Maria Imbaro
- Il Castello di Sette (Mozzagrogna)
- La chiesa normanna di San Silvestro in Villa Scorciosa Fossacesia)
- L'abbazia di San Giovanni in Venere a Fossacesia
- Il Cimitero militare britannico di Torino di Sangro
- Il Santuario della Madonna dei Miracoli a Casalbordino
- I resti del Monastero di Santo Stefano in Rivomaris (Casalbordino)
- Faro di Punta Penna, con la chiesa di Santa Maria di Pennaluce, e la riserva naturale di Punta Aderci (Vasto)
- Marina di Vasto, con il convento di Santa Maria Stella Maris
- Il Convento dell'Incoronata (Vasto)

L'Aquila: Basilica di Santa Maria di Collemaggio
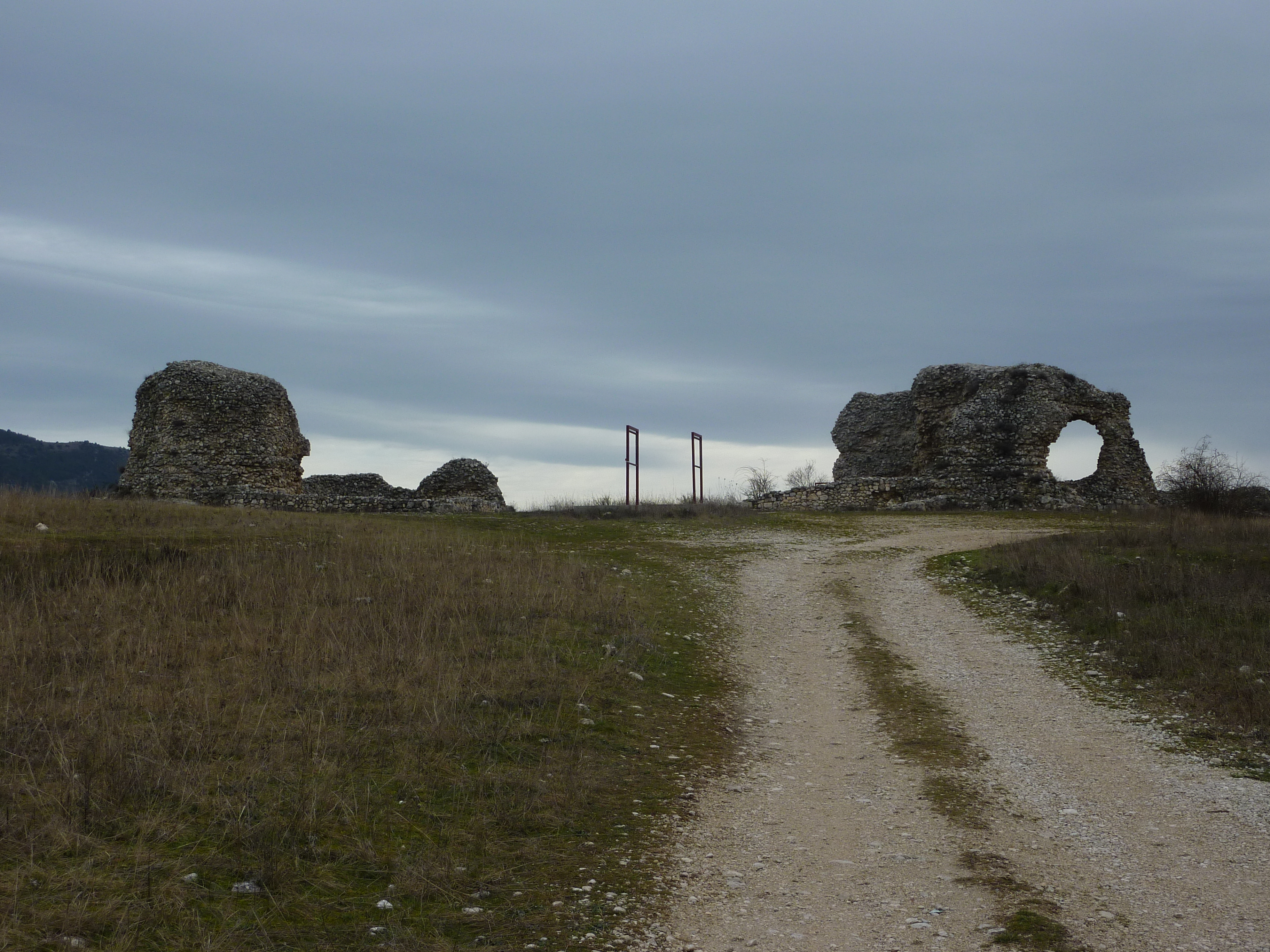
Peltuinum
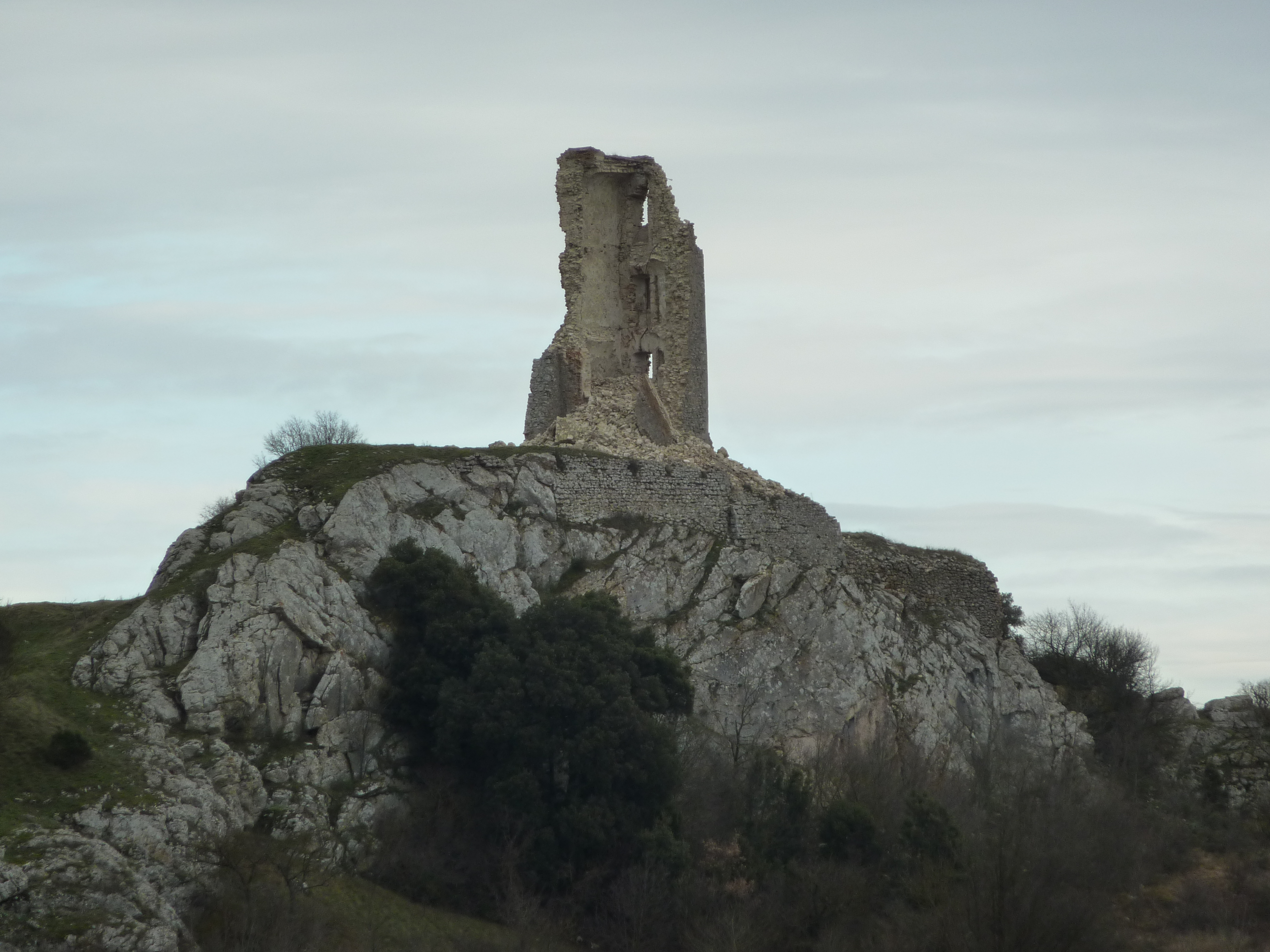
Forca di Penne (Capestrano): Torre
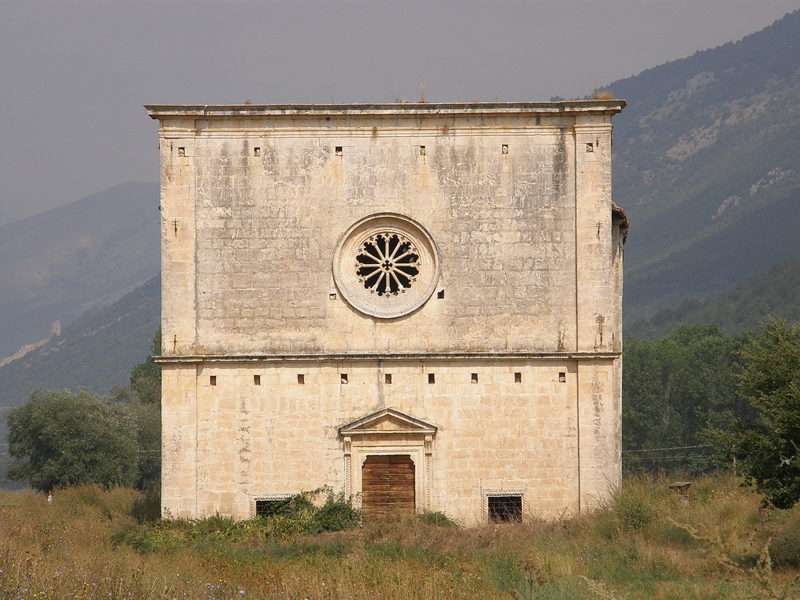
Una delle tante chiese sul tratturo abruzzese, la chiesa di Santa Maria delle Grazie a Navelli

### Molise

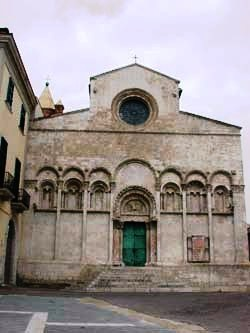
La Cattedrale di Termoli

- Torre di Montebello (Montenero di Bisaccia)
- Torre della Marina di Petacciato
- Il borgo medievale di Termoli, con il castello svevo e la Cattedrale di Santa Maria della Purificazione
- Torre del Sinarca (Termoli)
- La Chiesa di Santa Maria Maggiore a Guglionesi
- Porta di Borgo Costantinopoli di Portocannone
- Santuario della Madonna Grande di Campomarino

### Puglia
- Convento di Sant'Angelo (Serracapriola)

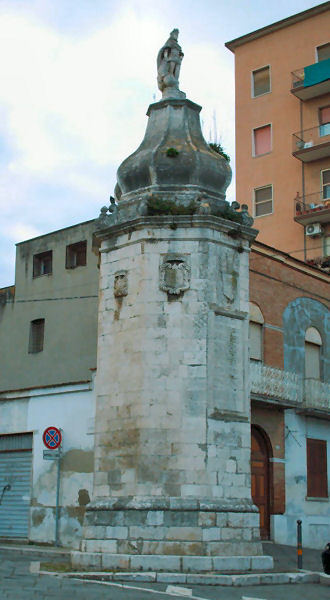
Monumento dell'Epitaffio, punto di arrivo del tratturo a Foggia

- Insediamento romano di Teanum Apulum a San Paolo di Civitate
- Castello de Sangro di Torremaggiore
- Chiesa di Santa Maria dell'Oliveto (San Severo)
- Palazzo Dogana (Foggia) delle pecore a Foggia
- Il monumento dell'Epitaffio a (Foggia).